# Steve Anderson (basketballdommer)
Steven Anderson er en professionel basketballdommer, der har arbejdet i National Basketball Association (NBA) siden 2013-2014 sæsonen.

Han blev valgt til at virke som dommer ved Sommer-OL 2016 i Rio de Janeiro, som den eneste amerikaner ved mændenes basketballturnering.